# Nemesi Marquès i Oste
Nemesi Marquès i Oste (Cabó, 17 de maig del 1935) és un sacerdot catòlic, representant personal del copríncep episcopal andorrà, el bisbe d'Urgell, des del 30 de juliol de 2003.
És el rector de Bellestar. Entre altres, ha publicat la seva tesi doctoral per la Universitat de Barcelona (1988): La reforma de les institucions d'Andorra (1975-1981): Aspectes interns i internacionals.